# Solidago calcicola
Solidago calcicola là một loài thực vật có hoa trong họ Cúc. Loài này được (Fernald) Fernald miêu tả khoa học đầu tiên năm 1908.